# 무간도 II: 혼돈의 시대
《무간도 II: 혼돈의 시대》(중국어: 無間道II, 영어: Infernal Affairs II)는 2003년 개봉한 홍콩의 범죄 스릴러 영화이자 2002년 영화 《무간도》의 전편이다.
황추생, 증지위, 여문락, 진관희, 두문택이 새로운 출연진인 류자링, 우전위, 후쥔, 장요양과 함께 원작에서 그들의 역할을 재현한다. 원작에서 주역을 맡았던 유덕화나 양조위도 각각 진관희와 여문락에 의해 묘사된 그들의 젊은 버전들로 대체되면서 이 영화에 등장하지 않는다. 이 영화의 사건들은 1991년부터 1997년까지 벌어진다.

## 줄거리
허공을 울리는 총성...삼합회의 보스 '곤'이 암살 당한다. 이후 조직은 한 순간에 혼란에 빠지고, 보스의 아들 예영효(우전위)가 전격적으로 새로운 보스의 자리에 오른다. 보스가 된 예영효는, 자신의 아버지 죽음과 관련된 복수의 숙청작업을 시작하고, 보스 '곤'에게 충성을 다했던 한침(증지위)에게도 위험이 다가온다. 경찰인 황국장(황추생)은 '삼합회' 조직의 와해를 위해서, 그리고 한침의 아내 메리(유가령)는 남편의 성공을 위해서 비밀리에 서로 연대하지만 결국 그들의 합작은 조직과 경찰 모두에게 치유할 수 없는 상처를 가져다 주는데. 한침의 부하 유건명(진관희)은 한침의 아내 메리를 짝사랑한다. 그는 메리를 위해 자신의 인생을 걸고 보스를 암살한 후, 조직을 다시 평정하려는 한침의 계획에 따라 경찰내 조직 스파이가 되기에 이른다. 야망 있는 경찰 진영인(여문락)은 죽은 보스의 아들이자, 새로운 보스 예영효의 이복동생이다. 황국장의 제의를 받은 그는 혈육과 명예 사이에서 심적 갈등을 느끼지만 결국, 조직 내로 침투하여 경찰 스파이로 일하게 된다. "무간에는 세가지가 있다. 시무간(時無間), 공무간(空無間), 인무간(人無間). 누구라도 세상의 법도를 어기면, 이 무간에 떨어져 다시는 벗어 날 수 없다."

## 캐스팅
- 황추생 - 황국장
- 증지위 - 한침
- 유가령 - 메리
- 진관희 - 유건명
- 여문락 - 진영인
- 우전위 - 예영효
- 후쥔 - 육계창
- 두문택 - 아강
- 장요양 - 나계현
- 요계지 - 삼숙

## 한국판 성우진(KBS)
- 이봉준 - 황지성(황추생)
- 김소형 - 한침(증지위)
- 최문자 - 메리(유가령)
- 유동균 - 유건명(진관희)
- 임진응 - 진영인(여문락)
- 김준 - 예영효(우전위)
- 임은정 - 예영효의 누나(혜영홍) / 메리(조송여)
- 이원준 - 아강(두문택)
- 이재용 - 육계창(후진)
- 김태웅 - 엽교장(허금봉) / 흑귀(오지군)
- 문관일 - 폴(차워추어로우 위차이) / 문증(진덕삼) / 예영효의 형(진망화)
- 온영삼 - 양경감(윤지강) / 감지(방평)
- 조동희 - 국화(황악태)
- 장호비 - 예영효의 동생(장영강) / 창(효해)
- 류다무현 - 경찰 간부(베이 로건)

## 반응
이 영화는 《무간도》가 이룬 성공으로 개봉 전부터 큰 기대를 받았다. 그러나 이 영화에 대한 전반적인 반응은 엇갈렸다.

### 박스오피스
이 영화는 2003년 홍콩 기준으로는 24,919,376 홍콩 달러의 수익을 올렸지만, 원작의 약 절반에 불과했다.